# 치킨 LINE
〈치킨 LINE〉(チキンLINE 치킨라인[*])은 SKE48의 19번째 싱글이다.